# József Balassa (Sänger)
József Balassa (* 4. Februar 1893 in Szeged, Ungarn; † 12. März 1945 in Budapest) war ein ungarischer Sänger der Stimmlage Tenor.

## Leben und Karriere
József Balassa wurde in Szeged als erster Sohn des angesehenen Rechtsanwalts, Zeitungsherausgebers und Schriftstellers Dr. Ármin Balassa und seiner Frau Franziska geborene Bleyer geboren. Ármin Balassa war ein großer Förderer von Literatur und Theater, und verfasste Volksstücke und Volkslieder. József Balassa besuchte das Katholische Gymnasium in Szeged, wo er 1910 sein Abitur ablegte. Danach nahm er ein Jurastudium auf, das er jedoch nicht beendete. Ab 1915 arbeitete er in der von seinem Vater gegründeten Tageszeitung Szeged és Vidéke. Während des Ersten Weltkriegs war József Balassa in Belgrad stationiert. Seit 1918 gehörte er als Violinist dem Philharmonischen Orchester in Szeged an. Im Februar 1920 wurden József und zwei seiner Freunde im Zuge des nach-revolutionären „Weißen Terrors“ nach einem Abendessen im Hotel Britannia in Budapest von einer Militärpatrouille entführt und in einer Kaserne gefangen gehalten. Einer der drei, der junge Ingenieur István Müller, dem die Aktion eigentlich gegolten hatte, starb an den Folgen der während seiner Gefangenschaft erlittenen Folter. Auch József wurde misshandelt und nach drei Tagen in ein ziviles Gefängnis überstellt. Nach einigen Tagen wurde er freigelassen, da die Anschuldigungen gegen ihn sich als haltlos erwiesen hatten.
1920 nahm er ein Gesangsstudium in Budapest auf und wurde für die Saison 1922/23 als Tenor am Theater in Szeged engagiert. 1923 war er zeitweise am Buda-Miskolc-Theater engagiert, 1925 ging er nach Deutschland, wo er zunächst für eine Saison am „Drei-Städte-Theater“ engagiert war, danach am Theater in Teplitz-Schönau. Am „Drei-Städte-Theater“ sang er unter anderem die Rolle des Florestan in Fidelio im September 1924.
Ab 1928 gehörte er in Berlin als Tenor dem von Pál Ábel gegründeten Abel-Quartett an, das ab Anfang 1930 unter Leitung von István Kardos zu den Five Songs wurde. Die Gruppe nahm für verschiedene Plattenlabel, hauptsächlich Homocord und die Deutsche Grammophon, weit über 100 Schallplatten auf. Jenő Vigh, der andere Tenor der Gruppe, stammte ebenfalls aus Szeged und hatte, wie Balassa, ursprünglich als Journalist gearbeitet. In Berlin-Wilmersdorf heiratete József Balassa am 22. April 1933 Ilona Flora Julianna de Nemethy, geborene Wachtel. Am 24. Dezember 1930 war die gemeinsame Tochter Maria Eva geboren worden. Das Ehepaar lebte in der Georg-Wilhelm-Straße 18/19 in Wilmersdorf.
Nach der Machtergreifung der Nationalsozialisten nahmen die Five Songs im Februar 1933 in Berlin ihre letzten Platten auf und gingen danach zurück nach Ungarn, denn sie waren alle jüdischer Herkunft. Nach einigen solistischen Auftritten als Sänger in seiner Heimatstadt, gehörte Balassa Mitte der 1930er Jahre zusammen mit Vigh, dem Abel-Bass Imre Révész und dem Budapester Pianisten György Gerő den Triumph Együttes an, die in Budapest auf Schallplatten, im Radio, Theater und Film auftraten.
Ende der 1930er Jahre endete die Karriere der Triumph Együttes, vermutlich aufgrund der neuen antisemitischen Gesetze in Ungarn, die, ähnlich wie im Deutschen Reich, die Juden aus dem öffentlichen Leben verdrängen sollten.
1942 wurde seine Ehe mit Ilona Wachtel in Budapest geschieden.
Balassas Brüder István und Jenő sowie seine verwitwete Mutter wurden während der deutschen Besetzung Ungarns 1944 aus Szeged deportiert. Jenő Balassa starb im Mai 1945 an den Folgen von Zwangsarbeit und Internierung im KZ-Außenlager Gunskirchen.
József Balassa starb zwei Monate nach der Befreiung Budapests, am 12. März 1945 an Kardiomyopathie. Sein Grab befindet sich auf dem Jüdischen Friedhof an der Kozma utca in Budapest, Parzelle 38C/Reihe 23/Grabnummer 14. Ilona Wachtel starb am 14. Mai 1951 im Alter von 57 Jahren. Zur Zeit ihres Todes lebte sie in der Béla Bartók utca 31 in Budapest.

## Tondokumente
- Triumph Együttes - Pesti lány - YouTube
- Triumph együttes - Ha-csa-csa - YouTube
- Ich steh mit Ruth gut - Die Abels - YouTube
- Die Abels (Kompilation) - YouTube
- Täglich Musik (Fünf von der Jazzband) - YouTube